# Japonsko na Letních olympijských hrách 2004
Japonsko se účastnilo Letní olympiády 2004. Zastupovalo ho 306 sportovců (139 mužů a 167 žen) ve 31 sportech.

## Medailisté
| Medaile | Jméno | Sport                   | Soutěž                                |
| ------- | --- | ----------------------- | ------------------------------------- |
| Zlato   | Kódži Murofuši | Atletika                | Muži hod kladivem                     |
| Zlato   | Mizuki Nogučiová | Atletika                | Ženy maraton                          |
| Zlato   | Takehiro Kašima Hisaši Mizutori Daisuke Nakano Hirojuki Tomita Naoja Cukahara Isao Joneda | Sportovní gymnastika    | Družstvo mužů                         |
| Zlato   | Keidži Suzuki | Judo                    | Muži +100 kg                          |
| Zlato   | Maki Cukadaová | Judo                    | Ženy +78 kg                           |
| Zlato   | Rjóko Taniová | Judo                    | Ženy −48 kg                           |
| Zlato   | Tadahiro Nomura | Judo                    | Muži −60 kg                           |
| Zlato   | Ajumi Tanimotová | Judo                    | Ženy −63 kg                           |
| Zlato   | Masato Učišiba | Judo                    | Muži −66 kg                           |
| Zlato   | Masae Uenová | Judo                    | Ženy −70 kg                           |
| Zlato   | Noriko Annová | Judo                    | Ženy −78 kg                           |
| Zlato   | Kósuke Kitadžima | Plavání                 | Muži 100 m prsa                       |
| Zlato   | Kósuke Kitadžima | Plavání                 | Muži 200 m prsa                       |
| Zlato   | Ai Šibataová | Plavání                 | Ženy 800 m volný způsob               |
| Zlato   | Saori Jošidaová | Zápas                   | ženy, volný styl do 55 kg             |
| Zlato   | Kaori Ičová | Zápas                   | ženy, volný styl do 63 kg             |
| Stříbro | Hiroši Jamamoto | Lukostřelba             | Muži jednotlivci                      |
| Stříbro | Tošiaki Fušimi Masaki Inoue Tomohiro Nagacuka | Cyklistika              | Družstvo mužů sprint                  |
| Stříbro | Hirojuki Tomita | Sportovní gymnastika    | Muži bradla                           |
| Stříbro | Juki Jokosawaová | Judo                    | Ženy –52 kg                           |
| Stříbro | Hiroši Izumi | Judo                    | Muži –90 kg                           |
| Stříbro | Takaši Jamamoto | Plavání                 | Muži 200 m motýlek                    |
| Stříbro | Mija Tačibanaová Miho Takedaová | Synchronizované plavání | Ženy dvojice                          |
| Stříbro | Mičijo Fudžimaruová Saho Haradaová Kanako Kitaová Emiko Suzukiová Mija Tačibanaová Miho Takedaová Džuri Tacumiová Jóko Jonedaová Naoko Kawašimaová | Synchronizované plavání | Družstvo žen                          |
| Stříbro | Čiharu Ičóová | Zápas                   | ženy, volný styl do 48 kg             |
| Bronz   | Rjódži Aikawa Júja Andó Kósuke Fukudome Hisaši Iwakuma Hitoki Iwase Kendži Džódžima Makoto Kaneko Takuja Kimura Masahide Kobajaši Hiroki Kuroda Daisuke Macuzaka Daisuke Miura Šin'ja Mijamoto Arihito Muramacu Norihiro Nakamura Mičihiro Ogasawara Naojuki Šimizu Jošinobu Takahaši Jošitomo Tani Kódži Uehara Kazuhiro Wada Cujoši Wada | Baseball                | Turnaj mužů                           |
| Bronz   | Isao Joneda | Sportovní gymnastika    | Muži hrazda                           |
| Bronz   | Takehiro Kašima | Sportovní gymnastika    | Muži kůň našíř                        |
| Bronz   | Kazuto Seki Kendžiró Todoroki | Jachting                | Muži třída 470                        |
| Bronz   | Emi Inui Kazue Itó Jumi Iwabuči Masumi Mišina Emi Naito Haruka Saito Hiroko Sakai Naoko Sakamoto Rie Sató Juki Sató Džuri Takajama Jukiko Ueno Reika Ucugi Eri Jamada Noriko Jamadži | Softball                | Turnaj mužů                           |
| Bronz   | Tomomi Morita | Plavání                 | Muži 100 m znak                       |
| Bronz   | Reiko Nakamuraová | Plavání                 | Ženy 200 m znak                       |
| Bronz   | Júko Nakanišiová | Plavání                 | Ženy 200 m motýlek                    |
| Bronz   | Tomomi Morita Kósuke Kitadžima Takaši Jamamoto Jošihiro Okumura | Plavání                 | Muži štafeta 4 x 100 m polohový závod |
| Bronz   | Čikara Tanabe | Zápas                   | muži, volný styl do 55 kg             |
| Bronz   | Kendži Inoue | Zápas                   | muži, volný styl do 60 kg             |
| Bronz   | Kjóko Hamagučiová | Zápas                   | ženy, volný styl do 72 kg             |